# 光明街道 (朝阳市)
光明街道，是中华人民共和国辽宁省朝阳市双塔区下辖的一个乡镇级行政单位。

## 行政区划
光明街道下辖以下地区：
光明社区、建设路社区、坝南社区、柏山社区、燕园社区和珠北社区。